# Pamela Knaack
Pamela Knaack (* 12. August 1963 in Hamburg) ist eine deutsche Schauspielerin. Sie war eine Darstellerin in der Sendung Katrin und die Welt der Tiere. Sie spielte in der Serie die Mutter der kleinen Katrin.
Knaack studierte Schauspiel in New York City und hatte 1987 ihr erstes Engagement am Deutschen Schauspielhaus in Hamburg. Außerdem spielte sie am Bremer Goethetheater und bei den Wiener Festwochen die Alma Mahler-Werfel in Joshua Sobols Polydrama Alma – A Show Biz ans Ende. Seit 1992 tritt sie auch in Film und Fernsehen auf.

## Filmografie (Auswahl)
- 1989: Tatort – Keine Tricks, Herr Bülow
- 1991: Tatort – Tod eines Mädchens
- 1992: Mau Mau
- 1992: Tatort – Stoevers Fall
- 1998: Alma (3-teiliger Fernsehfilm)
- 2001: Herz
- 2003: Tatort – Bienzle und der Tod im Teig
- 2006: Polizeiruf 110 – Kleine Frau
- 2009–2010: Katrin und die Welt der Tiere
- 2012: Tatort – Hochzeitsnacht
- 2017: Fack ju Göhte 3
- 2018, 2020: SOKO Kitzbühel (Folgen: Unsichtbar, Worst-Case-Szenario, Survival Dinner, Sie sind unter uns)
- 2023: Luden (Fernsehserie)